# Antonio Baldini
Pour les articles homonymes, voir Baldini.
Antonio Baldini (né à Rome le 10 octobre 1889 et mort dans la même ville le 6 novembre 1962) est un écrivain, critique littéraire et journaliste italien.

## Biographie
Fils du comte Gabriele Baldini et de Sofia Alkaique, Antonio Baldini naquit à Rome, où il fait ses études supérieures de lettres à l'université de Rome « La Sapienza », dont il sort diplômé en 1916.
Durant sa période estudiantine, il se lie d'amitié avec Emilio Cecchi, Vincenzo Cardarelli et Riccardo Bacchelli. Ce petit groupe fonde ensuite la revue littéraire La Ronda en 1919 avec trois autres « sages ».
Après la Première Guerre mondiale, Antonio Baldini contribue à diverses publications : L'Illustrazione italiana, la Tribuna et le Resto del Carlino. À partir de 1924, il devient un collaborateur régulier du Corriere della Sera tout en publiant plusieurs essais consacrés à la littérature, notamment à l'Arioste.
Élu à l'Académie d'Italie en 1939, il se voit récompensé par différentes distinctions au cours des années 1950, dont sa nomination en tant que correspondant de l'Accademia Nazionale dei Lincei (1953-1957) et le prix Antonio-Feltrinelli pour son œuvre littéraire.
Il est le père de l'essayiste Gabriele Baldini.

## Choix d'œuvres
- Paziente e impaziente di Mastro Pastoso, Nelato, Rome, 1914,
- Nostro Purgatorio. Fatti personali delle guerra italiana 1915-1917, Treves, Milan, 1918,
- Michelaccio, La Ronda, Rome, 1924,
- La dolce calamita ovvero La donna di nessuno, L'Italiano, Bologne, 1929,
- Amici allo spiedo, Vallecchi, Florence, 1932,
- Rugantino, Bompiani, Milan, 1942,
- La vecchia del bar Bulliere, L'Italiano, Bologne, 1934,
- Italia del Bonincontro, Sansoni, Florence, 1940,
- Diagonale 1930 Parigi-Ankara. Note di viaggio, Mondadori, Milan, 1943,
- Melafumo, Eri, Turin, 1950,
- Il doppio Melafumo, Eri, Turin, 1955,
- Ludovico della tranquillità, Zanichelli, Bologne, 1933,
- Fine Ottocento. Carducci, Pascoli, D'Annunzio e minori, Le Monnier, Florence, 1947.